# 마쓰마에 스케히로
마쓰마에 스케히로(일본어: 松前資廣, まつまえ すけひろ, 1726년 10월 24일 ~ 1765년 5월 8일)는 마쓰마에번 7대 번주이다.
1726년 6대 번주 마쓰마에 구니히로의 장남으로 태어났다. 1743년 아버지의 사후 뒤를 이어 번주가 되었다. 종5위하 와카사노카미(若狭守)에 임명되었다. 1765년 사망하였고, 장남 미치히로(道廣)가 가독을 물려받았다.
| 전임 마쓰마에 구니히로 | 제7대 마쓰마에번 번주 1743년 ~ 1765년 | 후임 마쓰마에 미치히로 |